# جيمس كلارك (رياضي)
جيمس كلارك (بالإنجليزية: James Clarke)‏ (و. 1874 – 1929 م) هو رياضي بريطاني، ولد في مقاطعة مايو، شارك في الألعاب الأولمبية الصيفية 1908، توفي عن عمر يناهز 55 عاماً.

## روابط خارجية
- جيمس كلارك على موقع أوليمبيديا (الإنجليزية)